# Lijst van voetbalinterlands Burkina Faso - Oeganda (vrouwen)
Deze lijst van voetbalinterlands is een overzicht van alle officiële voetbalinterlands tussen de nationale vrouwenteams van Burkina Faso en Oeganda. De landen hebben tot nu toe één keer tegen elkaar gespeeld.

## Wedstrijden
| № | Plaats     | Datum       | Competitie                   | Wedstrijd              | Uitslag |
| - | ---------- | ----------- | ---------------------------- | ---------------------- | ------- |
| 1 | Casablanca | 8 juli 2022 | Afrikaans kampioenschap 2022 | Burkina Faso − Oeganda | 2 − 2   |

## Samenvatting
| Competitie              | Totaal gespeeld | Winst Burkina Faso | Gelijk | Winst Oeganda | Doelsaldo Burkina Faso – Oeganda |
| ----------------------- | --------------- | ------------------ | ------ | ------------- | -------------------------------- |
| Afrikaans kampioenschap | 1               | 0                  | 1      | 0             | 2 − 2                            |
| Totaal                  | 1               | 0                  | 1      | 0             | 2 − 2                            |